# Gonomyia mainensis
Gonomyia mainensis är en tvåvingeart som beskrevs av Alexander 1919. Gonomyia mainensis ingår i släktet Gonomyia och familjen småharkrankar. Inga underarter finns listade i Catalogue of Life.